# سرعة شريط التصوير الضوئي

لقطة لعلبة فيلم فوتوغرافي، يتضح منها بيان سرعة هذا الفيلم بمقياس المنظمة الدولية للمعايير وهي 100/21.

إن سرعة شريط التصوير الضوئي هي قياس حساسية الفيلم الفوتوغرافي للضوء. الفيلم ذو الحساسية المنخفضة (سرعة آزا/أيزو منخفضة) يتطلب تعريضا أطول ولهذا يسمي فيلم بطيء، بينما الفيلم الذي له حساسية أعلى (سرعة آزا/أيزو عالية) يمكنه التقاط نفس المشهد بزمن تعريض أقل ويسمي فيلم سريع.

## قاعدة المعاملات المتبادلة
عندما يتعرض الفيلم الفوتوغرافي للضوء فإن مستحلب التصوير الفوتوغرافي الكيميائي الحساس للضوء يتأثر بالضوء الساقط عليه وتحدث به تغيرات كيميائية تتناسب مع شدة الإضاءة الساقطة علي كل جزء من أجزائه حسب انعكاس الضوء من أجزاء الموضوع المصوّر. وكلما زاد زمن تعرض المستحلب للضوء زاد التأثير التراكمي للضوء عليه. فإذا زيدت الإضاءة الساقطة على الفيلم بدرجة معينة وأنقص معها زمن التعريض الفيلم للضوء بدرجة متناسبة فإن التأثير الناتج على الفيلم ينتج صور بنفس الكثافة.
وعلى هذا الأساس يمكن التحكم في إضاءة الصورة الناتجة مع ثبات حساسية الفيلم (سرعته) بالتحكم في زمن التعريض (سرعة الغالق) وكمية الضوء الساقط على الفيلم (فتحة العدسة).

## معلومات تقنية

### تدرجات سرعة الأيزو
يعرف المعيار الدولي ISO 5800:1987 من المنظمة الدولية للمعايير تدريجين لقياس سرعة الفيلم الملون السالب أحدهما حسابي والآخر لوغاريتمي. التدريجات الأخرى ISO 6:1993 و ISO 2240:2003 تعرف تدريجات السرعة للفيلم السالب الأبيض والأسود والفيلم الملون العكسي.
في تدريج أيزو الحسابي (المناظر لتدريج آزا ASA الأمريكي القديم)، تكون مضاعفة سرعة الفيلم (بما يعني نصف كمية الضوء المطلوبة لتعريض الفيلم) تعني مضاعفة القيمة الرقمية الدالة على السرعة. بينما في تدريج أيزو اللوغاريتمي (المناظر لتدريج المعهد الألماني للتوحيد القياسي القديم ) تكون مضاعفة سرعة الفيلم تعني إضافة 3 إلى القيمة الرقمية الدالة على سرعة الفيلم. على سبيل المثال الفيلم ذو الحساسية ISO 200/24° بضعف حساسية الفيلم ISO 100/21°.
ومن الشائع أن يتم إهمال السرعة اللوغاريتمية، وتعطى فقط السرعة الحسابية على سبيل المثال ISO 100. ففي هذه الحالة تكون سرعة أيزو مماثلة لسرعة آزا القديمة.
أما معيار معايير GOST (يكتب بالروسية ГОСТ ) فهو تدريج حسابي قديم كان مستخدماً في الاتحاد السوفيتي السابق قبل عام 1987. وكان مطابقاً تقريباً (ليس تماماً) لمعيار آزا. وبعد عام 1987 تم ضمه مع تدريج أيزو. وتوجد علامات هذا التدريج فقط على معدات التصوير (أفلام، كاميرات، مقاييس إضاءة، إلخ) المصنعة في الاتحاد السوفيتي قبل عام 1987.
أكثر سرعات أيزو الشائعة هي
```
25/15°، 50/18°، 100/21°، 200/24°، 400/27°، 800/30°، 1600/33°، و 3200/36°.
```

أما السرعات المنتشرة بين المستخدمين فهي فيما بين 100/21° إلى 800/30°.
يمكن التحويل من السرعة اللوغاريتمية S° إلى السرعة الحسابية S باستخدام العلاقة:
{\displaystyle S=10^{\left({S^{\circ }-1}\right)/10}}
والتقريب إلى أقرب سرعة حسابية معيارية من الجدول بأسفل. ويمكن التحويل بين السرعة الحسابية إلى اللوغاريتمية باستخدام العلاقة:
{\displaystyle S^{\circ }=10\log S+1}
ثم التقريب إلى أقرب عدد صحيح، وأساس دالة اللوغاريتم هنا هو 10.
ويعرض الجدول الحالي السرعات المتناظرة بين تدريجات السرعة المتنوعة:
| تدريج أيزو الحسابي (تدريج آزا القديم) | تدريج أيزو اللوغاريتمي (تدريج DIN القديم) | معايير GOST (الاتحاد السوفيتي قبل 1987) | أمثلة للأفلام ذات السرعات المحددة            |
| ------------------------------------- | ----------------------------------------- | --------------------------------------- | -------------------------------------------- |
| 6                                     | 9°                                        |                                         | Kodachrome الأصلي                            |
| 8                                     | 10°                                       |                                         |                                              |
| 10                                    | 11°                                       |                                         | فيلم Kodachrome 8 مم                         |
| 12                                    | 12°                                       | 11                                      | الفيلم العكسي Gevacolor 8 مم                 |
| 16                                    | 13°                                       | 11                                      | الفيلم العكسي Agfacolor 8 مم                 |
| 20                                    | 14°                                       | 16                                      | Adox CMS 20                                  |
| 25                                    | 15°                                       | 22                                      | فيلمي Agfacolor القديم، Kodachrome 25        |
| 32                                    | 16°                                       | 22                                      | Kodak Panatomic-X                            |
| 40                                    | 17°                                       | 32                                      | Kodachrome 40 (movie)                        |
| 50                                    | 18°                                       | 45                                      | Fuji RVP (Velvia)                            |
| 64                                    | 19°                                       | 45                                      | Kodachrome 64، Ektachrome-X                  |
| 80                                    | 20°                                       | 65                                      | Ilford Commercial Ortho                      |
| 100                                   | 21°                                       | 90                                      | Kodacolor Gold, Kodak T-Max (TMX), Provia    |
| 125                                   | 22°                                       | 90                                      | Ilford FP4, Kodak Plus-X Pan                 |
| 160                                   | 23°                                       | 130                                     | Fuji Pro 160C/S, Kodak High-Speed Ektachrome |
| 200                                   | 24°                                       | 180                                     | Fujicolor Superia 200                        |
| 250                                   | 25°                                       | 180                                     | Tasma Foto-250                               |
| 320                                   | 26°                                       | 250                                     | Kodak Tri-X Pan Professional (TXP)           |
| 400                                   | 27°                                       | 350                                     | Kodak T-Max (TMY), Tri-X 400، Ilford HP5     |
| 500                                   | 28°                                       | 350                                     |                                              |
| 640                                   | 29°                                       | 560                                     | Polaroid 600                                 |
| 800                                   | 30°                                       | 700                                     | Fuji Pro 800Z                                |
| 1000                                  | 31°                                       | 700                                     | Kodak P3200 TMAX، Ilford Delta 3200          |
| 1250                                  | 32°                                       |                                         |                                              |
| 1600                                  | 33°                                       | 1400–1440                               | Fujicolor 1600                               |
| 2000                                  | 34°                                       |                                         |                                              |
| 2500                                  | 35°                                       |                                         |                                              |
| 3200                                  | 36°                                       | 2800–2880                               | Kodak T-Max (TMZ)                            |
| 4000                                  | 37°                                       |                                         |                                              |
| 5000                                  | 38°                                       |                                         |                                              |
| 6400                                  | 39°                                       |                                         |                                              |